# Oxyopes candidoi
Oxyopes candidoi är en spindelart som beskrevs av Garcia-Neto 1995. Oxyopes candidoi ingår i släktet Oxyopes och familjen lospindlar. Inga underarter finns listade i Catalogue of Life.